# Смеющийся кавалер
«Смеющийся кавалер» (англ. Laughing Cavalier) — картина голландского художника Франса Халса, хранящаяся в коллекции Уоллеса в Лондоне. Искусствовед Сеймур Слайв назвал его «одним из самых блестящих портретов эпохи барокко». Название картины — изобретение викторианской публики и прессы, датируемое её показом в экспозиции музея Бетнал Грин в 1872—1875 годах, сразу после прибытия в Англию, после чего она регулярно воспроизводилась в гравюре и стала одной из самых известных картин старых мастеров в Великобритании. Неизвестный субъект на самом деле не смеется, но можно сказать, что у него загадочная улыбка, значительно усиленная его вздёрнутыми усами.

## Описание
В правом верхнем углу на картине имеется надпись Æ'TA SVÆ 26/Aº1624, что на латыни расшифровывается как aetatis suae 26, anno 1624 и означает, что портрет был написан, когда натурщику было 26 лет, в 1624 году, и, следовательно, он родился в 1597 или 1598 году. Личность изображённого человека неизвестна, и хотя записанные в XIX веке названия на голландском, английском и французском языках в основном указывают на военного или, по крайней мере, офицера одной из рот ополчения, которые часто становились объектами групповых портретов, включая некоторые работы Халса и более поздний «Ночной дозор» Рембрандта (1642), на самом деле он, скорее всего, был состоятельным гражданским лицом. Искусствовед Питер Бисбур предполагает, что на картине может быть изображен голландский торговец тканями Тилеман Рустерман (1598—1673), который также был изображён на другом портрете Хальса.
Композиция картины живая и спонтанная, и, несмотря на очевидный труд, затраченный на создание великолепного и очень дорогого шёлкового костюма, при ближайшем рассмотрении обнаруживаются длинные, быстрые мазки кисти. Поворотная поза и низкая точка зрения встречаются и в других портретах Халса, а здесь позволяют сделать акцент на вышитом рукаве и кружевном манжете. На вышивке множество эмблем: обозначающих «удовольствия и страдания любви» — «пчёлы, стрелы, пылающий рог изобилия, любовные узлы и языки огня», обелиск или пирамида означают силу, а колпак Меркурия и кадуцей — удачу.
В целом, на заказных портретах, подобных этому, редко изображали улыбающихся взрослых вплоть до конца XVIII века. Однако Халс является исключением из общего правила и часто изображал портретируемых с более широкими улыбками, чем здесь, и в неформальных позах, которые привносят в его работы впечатление движения и спонтанности.
Эффект, когда кажется, что глаза следят за зрителем, является результатом того, что объект изображен смотрящим прямо вперед, на точку зрения художника, в сочетании со статичным двухмерным изображением этого под каким бы углом ни рассматривалась сама картина.

## История
Происхождение картины восходит только к продаже в Гааге в 1770 году; после ещё ряда продаж в Голландии она была куплена франко-швейцарским банкиром и коллекционером графом де Пурталес-Горье в 1822 году. После его смерти картина была приобретена на аукционе по продаже его коллекции в Париже в 1865 году Ричардом Сеймур-Конуэем, 4-м маркизом Хартфордом, который перебил цену барона Джеймса Ротшильда, более чем в шесть раз превысившую оценку продавца. Картина находилась в парижском доме Хартфорда в 1871 году и значилась как portrait d’un homme («мужской портрет»), а затем была привезена в Лондон, вероятно, для участия в большой и длительной выставке картин старых мастеров в Бетнал-Грин, которая была специально организована вдали от лондонского Вест-Энда, чтобы привлечь рабочий класс. Выставка имела огромный успех, а «Кавалер» (название по каталогу) пользовался особым успехом как у публики, так и у критиков; он сыграл значительную роль в повышении оценки Халса критиками в Англии.
К 1888 году, когда картина вновь была выставлена в Королевской академии художеств, она получила название «Смеющийся кавалер», хотя рестоврация в промежуточный период (в 1884 году) могла изменить эффект. Критик из журнала Athenaeum отметил более яркий вид, а также то, что «человек скорее улыбается, чем смеется». Коллекция Хертфорда была завещана его родному сыну сэру Ричарду Уоллесу, вдова которого передала её и его лондонский дом в дар нации под названием «Коллекция Уоллеса». Картина была включена в выставку 2021 года «Франс Халс — мужской портрет», проходившую в Собрании Уоллеса, а также экспонировалась на выставках 2023 и 2024 годов «Франс Халс», проходивших в Лондонской национальной галерее и Рейксмузеуме; в последнем случае картина впервые была предоставлена на выставку.
Троп «глаза, следящие за вами по комнате» уже давно используется в британских комедиях, иногда в виде портрета с вырезанными глазами, которые можно использовать как глазок.

## В культуре
«Смеющийся кавалер» используется маркой пива McEwan’s в качестве логотипа. Он был модифицирован, изображая смеющегося кавалера, наслаждающегося пивом.
В серии приключенчиских книг «Алый Первоцвет» Эммы Орчи «Смеющийся кавалер» — приквел, повествующий о предполагаемом авторе картины, который является предком её главного героя сэра Перси Блейкни.
«Смеющийся кавалер» фигурирует в шестом эпизоде сериала «Соперники Шерлока Холмса» «Дело о португальском зеркале».